# Куйтэн-Уул
Куйтэн-Уул, также Найрамдал, Хыйтун (монг. Хүйтэн оргил — «холодная вершина» или ранее монг. Найрамдал оргил — «вершина дружбы»; кит. упр. 友谊峰, пиньинь Yǒuyì Fēng — «пик дружбы») — самая высокая точка горного массива Таван-Богдо-Ула, расположенного на стыке Монгольского Алтая и хребтов Южный Алтай и Сайлюгем в Алтае. Высота 4374 м (ранее была определена как 4356 м). Расположена на крайнем западе Монголии и является её высшей точкой.
«Найрамдал» («дружба») — монгольское название, существовавшее в социалистический период, когда оно символизировало дружбу трёх братских социалистических стран — СССР, КНР и МНР, стык границ которых располагался неподалёку от данной вершины. В постсоциалистической Монголии её высочайшей вершине было возвращено исконное наименование. В настоящее время именно исконное монгольское наименование используется Роскартографией на картах, изданных начиная с 1989 года. С целью благозвучности первая буква «Х» монгольского наименования была заменена на «К» — «Куйтэн-Уул».
Постоянно покрыта льдом вершина Куйтэн-Уул — одна из пяти вершин массива Таван-Богдо-Ула («пять священных вершин»).
С вершины горы берёт начало крупнейший в Монголии ледник Потанина.